# Lynton Brent
Lynton Brent (2 augustus 1897 – 2 juli 1981) was een Amerikaanse acteur. Hij verscheen in meer dan 240 films tussen 1930 en 1950.
Brent is het best bekend van zijn werk met Columbia Pictures.
Naast zijn acteerwerk schreef Brent ook een aantal literaire werken, waaronder Lesbian Gang.

## Korte filmografie
- Three Little Pigskins (1934)
- Restless Knights (1935)
- Ants in the Pantry (1936)
- Half Shot Shooters (1936)
- 3 Dumb Clucks (1937)
- Here's Flash Casey (1938)
- Mr. Wong, Detective (1938)
- A Ducking They Did Go (1939)
- Yes, We Have No Bonanza (1939)
- Calling All Curs (1939)
- Nutty But Nice (1940)
- From Nurse to Worse (1940)
- Cookoo Cavaliers (1940)
- Boobs in Arms (1940)
- So Long Mr. Chumps (1941)
- I'll Never Heil Again (1941)
- In the Sweet Pie and Pie (1941)
- Loco Boy Makes Good (1942)
- Dizzy Detectives (1943)
- Gents Without Cents (1944)
- Micro-Phonies (1945)
- Beer Barrel Polecats (1946)